# Ljeljenča
Ljeljenča (en serbe cyrillique : Љељенча) est un village de Bosnie-Herzégovine. Il est situé sur le territoire de la ville de Bijeljina et dans la république serbe de Bosnie. Selon les premiers résultats du recensement bosnien de 2013, il compte 976 habitants.

## Géographie
Le village est situé à l'ouest de Bijeljina, au bord de la Ljeljenačka Dašnica.

## Démographie

### Évolution historique de la population dans la localité
| 1948 | 1953 | 1961 | 1971 | 1981 | 1991 | 2013 |
| ---- | ---- | ---- | ---- | ---- | ---- | ---- |
| 560  | 663  | 847  | 860  | 860  | 967  | 976  |

|  |